# Bentheim-Lingen
Bentheim-Lingen fue un condado con sede en Lingen, Sacro Imperio Romano Germánico. Emergió como una partición de Bentheim-Tecklenburg en 1450, fue comprado por Carlos I de España en 1551 debido a su situación estratégica, cediéndolo a su hijo Felipe en 1556. A lo largo de los siguientes siglos, la propiedad de Lingen pasó entre España (1556-1597 y 1605-1633) y Nassau-Orange (1597-1605 y 1633-1702), antes de ser anexionado por Prusia en 1702, salvo una pequeña ocupación del Principado episcopal de Münster (1672-1674).

## Geografía
Condado Superior: Ibbenbüren, Recke y Mettingen.
Condado Inferior: Bawinkel, Beesten, Freren, Lingen, Lünne, Schapen y Thuine.

## Condes de Bentheim-Lingen (1450-1555)
- Nicolás II de Tecklenburg
- Nicolás III (Conde de Bentheim-Tecklenburg) (1493-1508)
- Nicolás IV (1508-1541)
- Conrado (Conde de Bentheim-Tecklenburg) (1541-1546), ocupado por el emperador debido a su apoyo a la Liga de Esmalcalda en 1546.
- Maximiliano de Egmond (1547-1548)
- Ana de Egmond (1548-1551)
- María de Hungría (1551-1556)